# Jalla! Jalla!
 (décembre 2021).
La mise en forme du texte ne suit pas les recommandations de Wikipédia : il faut le « wikifier ».
Les points d'amélioration suivants sont les cas les plus fréquents :
- Les titres sont pré-formatés par le logiciel. Ils ne sont ni en capitales, ni en gras.
- Le texte ne doit pas être écrit en capitales (les noms de famille non plus), ni en gras, ni en italique, ni en « petit »…
- Le gras n'est utilisé que pour surligner le titre de l'article dans l'introduction, une seule fois.
- L'italique est rarement utilisé : mots en langue étrangère, titres d'œuvres, noms de bateaux, etc.
- Les citations ne sont pas en italique mais en corps de texte normal. Elles sont entourées par des guillemets français : « et ».
- Les listes à puces sont à éviter, des paragraphes rédigés étant largement préférés. Les tableaux sont à réserver à la présentation de données structurées (résultats, etc.).
- Les appels de note de bas de page (petits chiffres en exposant, introduits par l'outil «  Source ») sont à placer entre la fin de phrase et le point final[comme ça].
- Les liens internes (vers d'autres articles de Wikipédia) sont à choisir avec parcimonie. Créez des liens vers des articles approfondissant le sujet. Les termes génériques sans rapport avec le sujet sont à éviter, ainsi que les répétitions de liens vers un même terme.
- Les liens externes sont à placer uniquement dans une section « Liens externes », à la fin de l'article. Ces liens sont à choisir avec parcimonie suivant les règles définies. Si un lien sert de source à l'article, son insertion dans le texte est à faire par les notes de bas de page.
- La présentation des références doit suivre les conventions bibliographiques. Il est recommandé d'utiliser les modèles {{Ouvrage}}, {{Chapitre}}, {{Article}}, {{Lien web}} et/ou {{Bibliographie}}. Le mode d'édition visuel peut mettre en forme automatiquement les références.
- Insérer une infobox (cadre d'informations à droite) n'est pas obligatoire pour parachever la mise en page.

Pour une aide détaillée, merci de consulter Aide:Wikification.
Si vous pensez que ces points ont été résolus, vous pouvez retirer ce bandeau et améliorer la mise en forme d'un autre article.

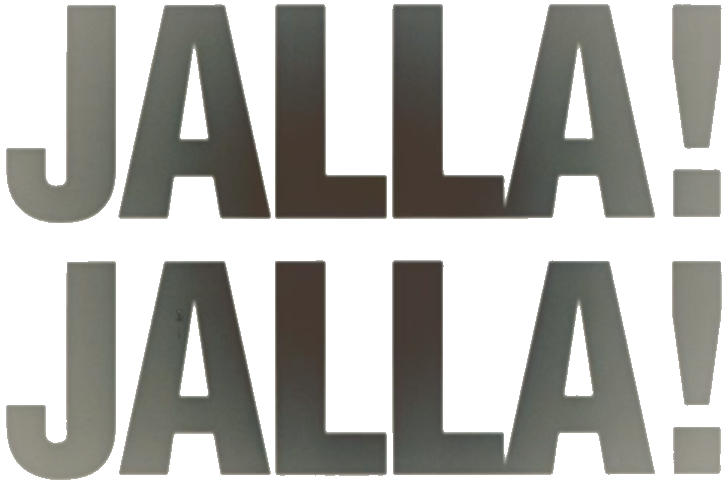
Le titre du film

 Jalla ! est un film suédois réalisé par Josef Fares, sorti en 2000.
Le titre du film peut être traduit en français par « Allez ! Allez ! »

## Synopsis
D'origine libanaise, Roro et Mans, copains de toujours et heureux de vivre, coulent des jours tranquilles en Suède. Tout irait pour le mieux si le père de Roro n'avait décidé de le marier de force à Yasmin, selon la tradition ancestrale. De son côté, Mans, sujet à des "pannes" régulières, n'est pas au mieux avec sa copine Jenny. Échapper au mariage, retrouver l'appétit sexuel : les deux amis ne sont pas au bout de leurs peines !

## Fiche technique
- Titre : Jalla ! Jalla !
- Réalisation : Josef Fares
- Scénario : Josef Fares
- Production : Anna Anthony, Lars Jönsson et Lukas Moodysson
- Sociétés de production : Memfis Film & Television, Dramatiska Institutet, Film i Väst et TV1000 AB
- Musique : Daniel Lemma
- Photographie : Aril Wretblad
- Montage : Andreas Jonsson et Michal Leszczylowski
- Costumes : Denise Östholm
- Pays d'origine : Suède
- Format : Couleurs - 1,85:1 - Dolby SR - 35 mm
- Genre : Comédie
- Durée : 88 minutes
- Dates de sortie : 13 décembre 2000 (Lucia Movie Night), 22 décembre 2000 (sortie en Suède), 17 avril 2002 (sortie en France)

## Distribution
- Fares Fares : Roro
- Torkel Petersson : Mans
- Tuva Novotny : Lisa
- Laleh Pourkarim : Yasmin
- Leonard Terfelt : Paul
- Jan Fares : Farsan
- Sofi Helleday : Jenny
- Benyam Eriksson : Benson
- Khatoun Fares : Farmor
- Abdullahad Fares : Abdul
- Ingemar Carlehed : Vendeur au sex-shop
- Tommy Andersson : Peter
- Christer Fjällström : Polis
- Jakob Tamm : Simon Pramsten
- Caroline Fares : Caroline
- Lucy Wanes : Lucy

## Autour du film
- Le film a notamment été tourné dans le comté de Västra Götaland, dans les villes de Göteborg, Trollhättan, Vänersborg ou encore Örebro[1].
- Le film a été sélectionné pour représenter la Suède aux oscars du cinéma en 2001.
- Jalla! Jalla! fut un succès surprise en Suède, et fut numéro 1 au box office en 2001 dans ce pays[2].
- Josef Fares, né au Liban, est arrivé avec sa famille en 1977. La question de l'intégration culturelle, notamment la confrontation entre les aspirations traditionnelles familiales et celles de la jeunesse, est abordé dans le film.
- L'acteur principal, Fares Fares est le frère ainé du réalisateur Josef Fares[3]. Plusieurs membres de leur famille font partie de la distribution du film[4].

## Distinctions
- Sélectionné au Festival de Berlin 2001
- Sélectionné au Festival de Toronto 2001